# Manfred Lachs

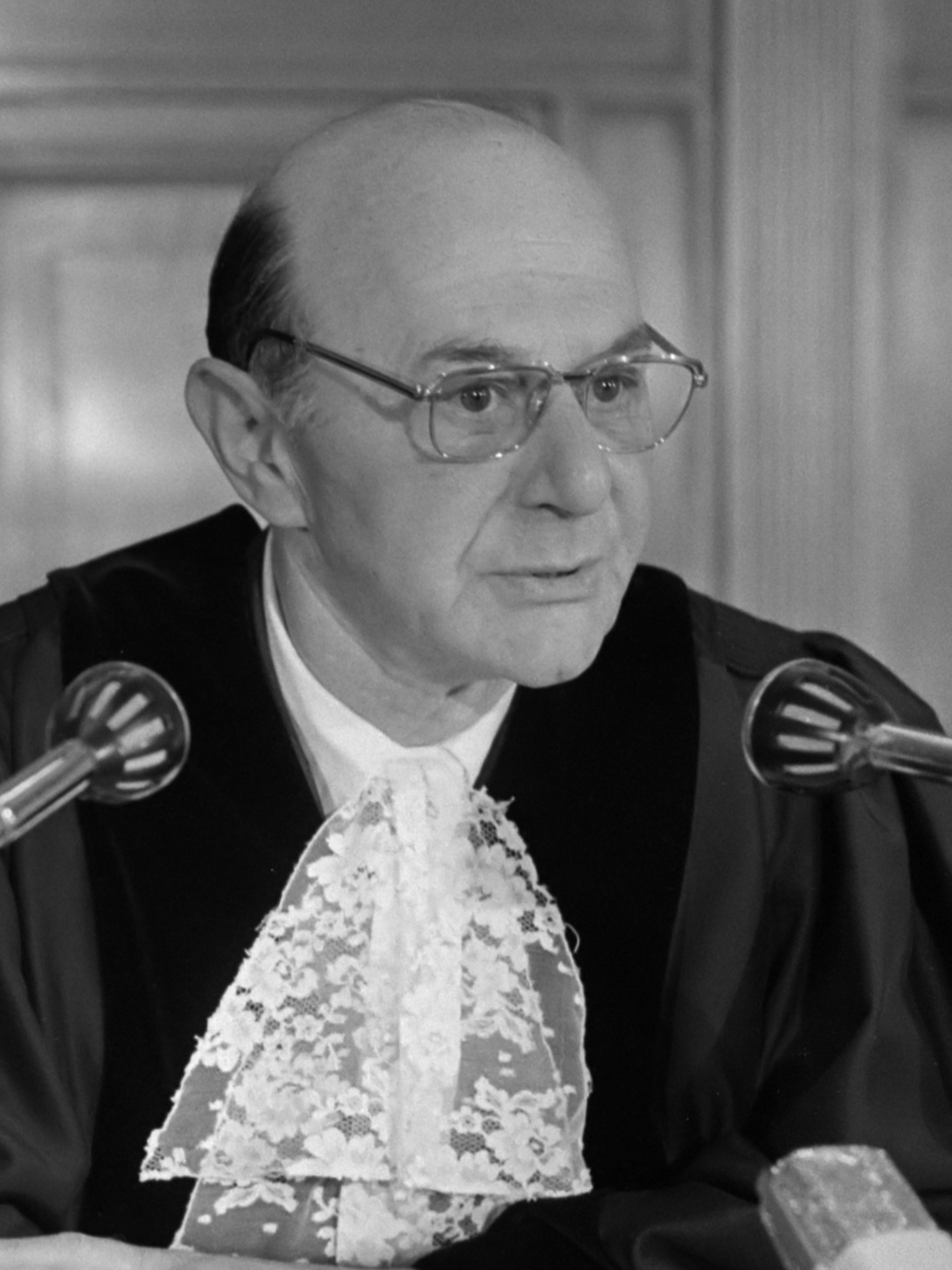
Manfred Lachs (1974)

Manfred Lachs (* 21. April 1914 in Stanislau, Österreich-Ungarn; † 14. Januar 1993 in Den Haag, Niederlande) war ein polnischer Diplomat, Rechtswissenschaftler und Hochschullehrer, der sich in vielfältiger Form im Bereich des Völkerrechts profilierte.
Er studierte in den 1930er Jahren Rechtswissenschaften an der Krakauer Jagiellonen-Universität sowie in Wien, Nancy und an der London School of Economics und schloss sich während des Zweiten Weltkriegs der polnischen Exilregierung in London an. Nach dem Krieg war er für das polnische Außenministerium tätig und dadurch unter anderem entscheidend an der Entwicklung des Rapacki-Plans beteiligt. Als Vertreter Polens war er ab 1945 auch bei den Vereinten Nationen aktiv und nahm dort in der Folgezeit eine Reihe von hochrangigen Positionen und Ämtern ein. So beteiligte er sich in der Völkerrechtskommission an den Arbeiten zur Wiener Vertragsrechtskonvention und leistete als Vorsitzender des Rechtsunterausschusses für die friedliche Nutzung des Weltraums mit der Initiierung und Vorbereitung mehrerer Abkommen einen wichtigen Beitrag für das im Entstehen begriffene Weltraumrecht.
Von 1967 bis zu seinem Tode im Jahre 1993 war er Richter am Internationalen Gerichtshof in Den Haag und von 1973 bis 1976 dessen Präsident. Seine Amtszeit ist mit 26 Jahren eine der längsten in der Geschichte der Institution. In dieser Zeit setzte er sich für eine Verbesserung und Weiterentwicklung der Arbeitsweise des Gerichts sowie für eine Stärkung der Beziehungen zwischen dem Gerichtshof und den übrigen Organen der Vereinten Nationen ein.
Als Hochschullehrer lehrte Lachs sowohl an der Akademie für Politikwissenschaften in Warschau als auch an der Universität Warschau, darüber hinaus auch an der Haager Akademie für Völkerrecht sowie als Gastdozent an verschiedenen Universitäten und Akademien weltweit. Für seine Verdienste um das Völkerrecht wurde ihm von zahlreichen Universitäten die Ehrendoktorwürde verliehen. Er erhielt darüber hinaus sowohl in seinem Heimatland als auch im Ausland eine Reihe hochrangiger staatlicher Auszeichnungen.

## Leben

### Ausbildung

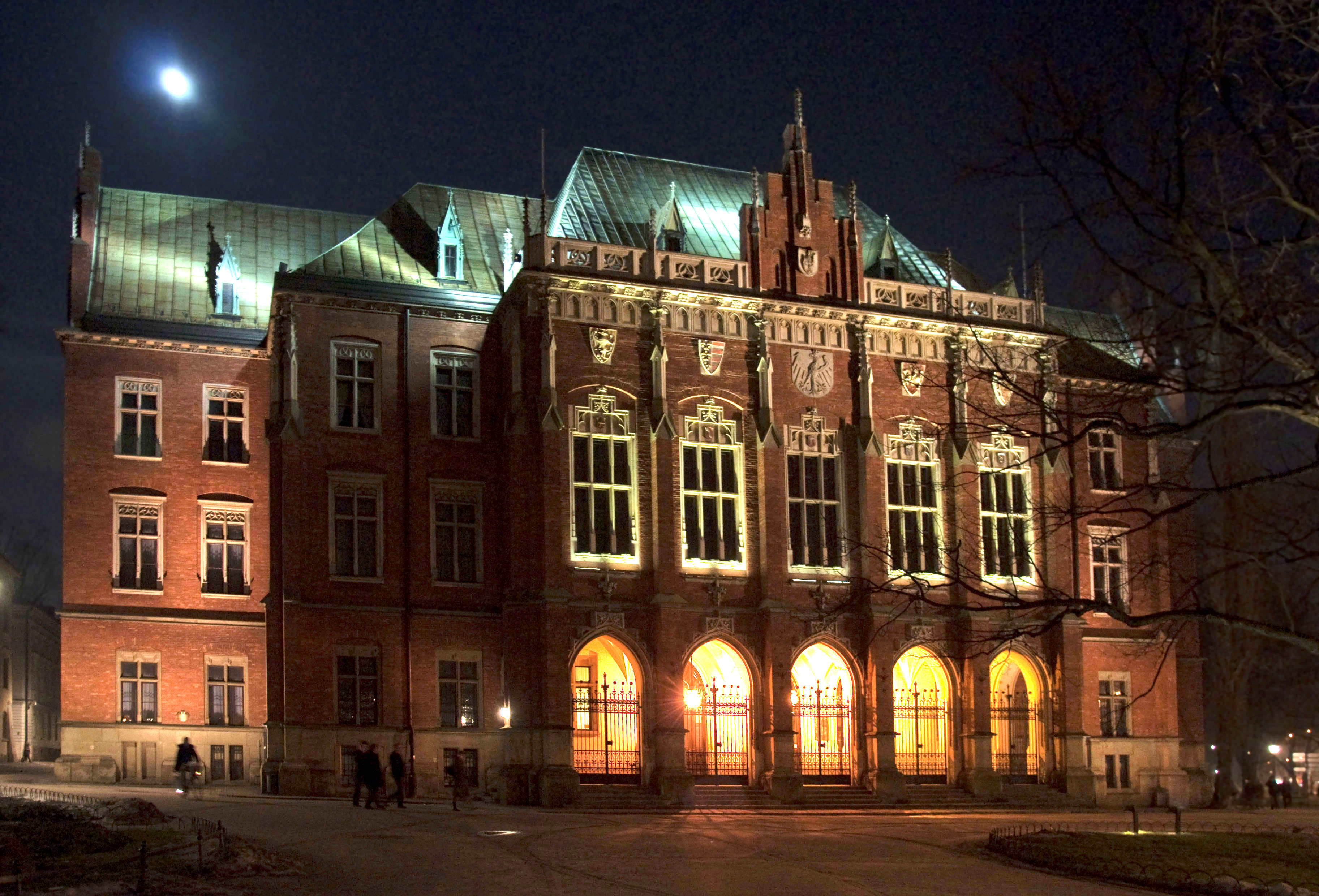
Das Collegium Novum, das Hauptgebäude der Jagiellonen-Universität, an der Manfred Lachs seine juristische Ausbildung absolvierte

Manfred Lachs wurde kurz vor Beginn des Ersten Weltkriegs im ostgalizischen Stanislau –  damals zu Österreich-Ungarn, anschließend zu Polen und zur Ukrainischen SSR der Sowjetunion, heute unter dem Namen Iwano-Frankiwsk zur Ukraine gehörig – als Sohn des jüdischen Rechtsanwalts Ignacy Lachs und seiner katholischen Ehefrau, der Englischlehrerin Sophie Lachs, geboren. Er studierte Rechtswissenschaften an der Jagiellonen-Universität in Krakau und schloss das Studium 1937 mit dem Doktorat ab. Es folgten Studienaufenthalte in Wien und Nancy, wo er 1939 eine Promotion mit dem Docteur de l’Université de Nancy beendete. Anschließend wechselte Lachs an die London School of Economics and Political Science und entging damit dem Holocaust, in dem seine in der Heimat verbliebenen Familienmitglieder umgebracht wurden.
Die Studienjahre in England übten einen besonderen Einfluss auf Lachs’ rechtliches Denken und seine juristische Ausdrucksweise aus. Er erwarb fundierte Kenntnisse des englischen Rechts und der englischen Rechtsgeschichte. Auch in späteren Jahren galt er bei seinen Kollegen als ein besonderer Freund des englischen Rechts und war dafür bekannt, in Vorträgen und Gesprächen Mitglieder des Oberhauses zu zitieren oder englische Aphorismen einfließen zu lassen.
Während seiner akademischen Ausbildungsjahre im Ausland hatte Lachs zudem außergewöhnlich gute Fremdsprachenkenntnisse erworben, die er während seiner ersten Berufsjahre noch weiter ausbaute. Neben seiner Muttersprache Polnisch beherrschte er Englisch, Französisch, Deutsch und Russisch in Wort und Schrift und hatte darüber hinaus Kenntnis der italienischen, spanischen und der übrigen romanischen Sprachen. Dieser Tatsache wurde später häufig die Leichtigkeit zugeschrieben, mit der er sich auf diplomatischem Parkett bewegte.

### Arbeit als Diplomat

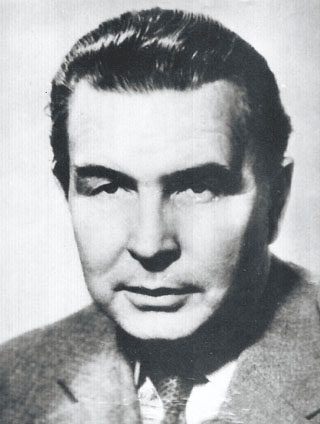
Der polnische Außenminister Adam Rapacki, als dessen Rechtsberater Lachs ab 1960 tätig war

In London hatte sich Lachs der polnischen Exilregierung angeschlossen und war Mitglied ihrer Delegation bei der United Nations War Crimes Commission. Mit Kriegsverbrechen beschäftigte er sich auch in seinem ersten Buch, „War Crimes – An Attempt to Define the Issues“ (1945), das zu dieser Zeit veröffentlicht wurde. Nach dem Krieg gehörte Lachs zu den wenigen der im Londoner Exil lebenden Polen, die in ihr Heimatland zurückkehrten. Er nahm eine Stelle im polnischen Außenministerium an, verfolgte aber auch gleichzeitig seine akademische Karriere weiter, indem er 1949 eine Professur an der Akademie für Politikwissenschaften in Warschau übernahm und drei Jahre später als Professor für Völkerrecht an die Universität Warschau wechselte.
Als Rechtsberater begleitete er die polnische Delegation zur Pariser Friedenskonferenz 1946 und war bei den Nürnberger Prozessen mit der Verfolgung von Straftaten der Nationalsozialisten in Polen befasst. Obwohl parteilos wurde er 1947 Leiter der Rechtsabteilung des polnischen Außenministeriums und 1960 Rechtsberater von Außenminister Adam Rapacki im Rang eines Botschafters. Während seiner Zeit im Außenministerium spielte er eine entscheidende Rolle bei der Entwicklung des Rapacki-Plans, nach dem Deutschland, Polen und die Tschechoslowakei zur atomwaffenfreien Zone erklärt werden sollten. Der Plan wurde den Vereinten Nationen im Oktober 1957 vorgestellt, jedoch von den westlichen Staaten, die eine Gefährdung des Mächtegleichgewichts in Europa sahen, überwiegend abgelehnt, ebenso wie der Gomułka-Plan in den 1960er Jahren für eine Begrenzung der atomaren Aufrüstung im Mitteleuropa, an dessen Ausarbeitung Lachs einige Jahre später beteiligt war.

### Wirken bei den Vereinten Nationen
Als Vertreter Polens war Lachs ab 1945 bei den Vereinten Nationen tätig und gewann dort in den folgenden zwei Jahrzehnten zunehmend an Einfluss. Drei Mal (1949, 1951 und 1955) wurde er zum Vorsitzenden des Rechtsausschusses der Vereinten Nationen gewählt, eine Anerkennung, die bislang nur ihm zuteilwurde. 1962 wurde er in die Völkerrechtskommission der Vereinten Nationen gewählt, der er bis 1966 angehörte. Er beteiligte sich insbesondere an den Arbeiten der Kommission zum Recht der Verträge, die später in der Verabschiedung der Wiener Vertragsrechtskonvention mündeten. Zudem war er von 1962 bis 1966 Vorsitzender des Rechtsunterausschusses für die friedliche Nutzung des Weltraums, einem Ausschuss, der wichtige Pionierarbeit bei der Grundsteinlegung für die neu entstehende Materie des Weltraumrechts leistete. Unter seinem Vorsitz wurden die „Declaration of Legal Principles Governing the Activities of States in the Exploration and Use of Outer Space“ (1963) verabschiedet und der Weltraumvertrag vorbereitet. Außerdem war er von 1958 bis 1967 Mitglied des International Civil Service Advisory Board und Delegierter seines Landes bei den Verhandlungen über den Atomwaffensperrvertrag.

### Richter am Internationalen Gerichtshof
Im Oktober 1966 wurde Lachs zum Richter am Internationalen Gerichtshof in Den Haag gewählt und am 6. Februar 1967 in diesem Amt vereidigt. Diese Position hatte er bis 1993 inne, womit er eine der längsten Amtszeiten in der Geschichte des Gerichtshofs erreichte. Während dieser Zeit war er von 1973 bis 1976 Vorsitzender Richter.

#### Wahl und erste Amtszeit

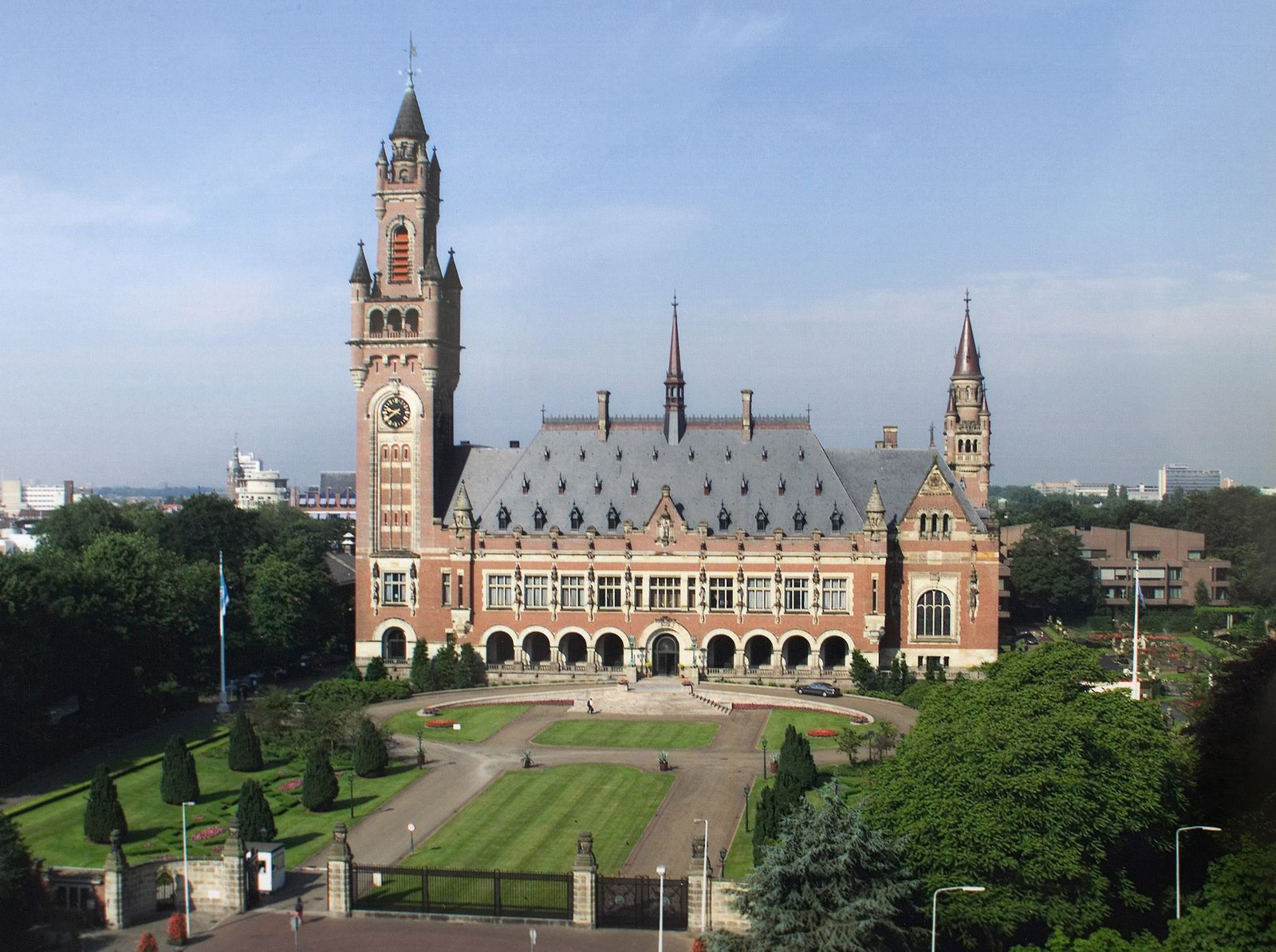
Der Friedenspalast in Den Haag, Sitz des Internationalen Gerichtshofs, dem Manfred Lachs von 1966 bis zu seinem Tod angehörte

Seiner Wahl unmittelbar vorangegangen war die umstrittene Entscheidung des Gerichtshofs im Fall South West Africa, Second Phase am 18. Juli 1966, die, ausgehend von einer sehr theoretischen, prozeduralen Argumentation, gewissermaßen die Ausbreitung des südafrikanischen Apartheid-Regimes nach Südwestafrika zuließ. In der UN-Generalversammlung wurde die Entscheidung daher als Entscheidung eines von Weißen dominierten und durch kolonialistische Gesinnung geprägten Gerichts kritisiert und eine Reform der Zusammensetzung des Internationalen Gerichtshofs gefordert. Auch nüchternere Betrachtungen kamen zu dem Ergebnis, dass die Entscheidung eine Blindheit für die soziale Realität aufzeige. Inmitten des politisch aufgeheizten Klimas fanden im Oktober 1966 die Wahlen für die nachrückenden Richter statt. Während Lachs’ australischer Mitbewerber Sir Kenneth Bailey, der seinen Landsmann Sir Percy Spender ersetzen sollte, an dessen Stimmverhalten während South West Africa, Second Phase scheiterte, gelang Lachs, der bei seiner Kandidatur von 31 Ländern, darunter den Vereinigten Staaten und Großbritannien, unterstützt wurde, die Wahl mühelos, obwohl auch sein Vorgänger, Bohdan Winiarski, für Südafrika gestimmt hatte. Mit seinen 52 Jahren war Lachs der jüngste Richter des Gerichtshofs. Er besetzte den Richtersitz, der traditionell an ein osteuropäisches Land vergeben wurde. Zwar hätte es der gängigen Praxis entsprochen, auf den ausscheidenden polnischen Richter Winiarski  gemäß dem Rotationsprinzip einen Richter aus einem anderen osteuropäischen Land folgen zu lassen, doch kam Lachs hier der Mangel an gleichermaßen qualifizierten weiteren Kandidaten zu Hilfe. Die New York Times stellte ihn nach seiner Wahl in ihrer Ausgabe vom 4. November 1966 mit den Worten vor, er werde als einer der fähigsten Juristen angesehen, welche in den letzten Jahren an den Gerichtshof gewählt worden waren.
Als Lachs 1967 seine Arbeit am Internationalen Gerichtshof aufnahm, traf er auf ein Gericht, das tief gespalten war. Die Mehrheit der Richter vertrat die traditionelle Auffassung, nach der das Gericht strikt auf die Auslegung des bestehenden Rechts beschränkt sei, wogegen die übrigen Richter eine progressivere Herangehensweise an das Völkerrecht und eine fortentwickelnde Interpretation der Charta der Vereinten Nationen forderten. Die Zerrissenheit des Gerichtshofs wurde insbesondere in der knappen Entscheidung von acht zu sieben Stimmen in South West Africa, Second Phase deutlich. Der Gerichtshof steckte in einer Krise, was sich auch in der geringen Anzahl an Fällen, die ihm angetragen wurde, widerspiegelte.

#### Präsidentschaft

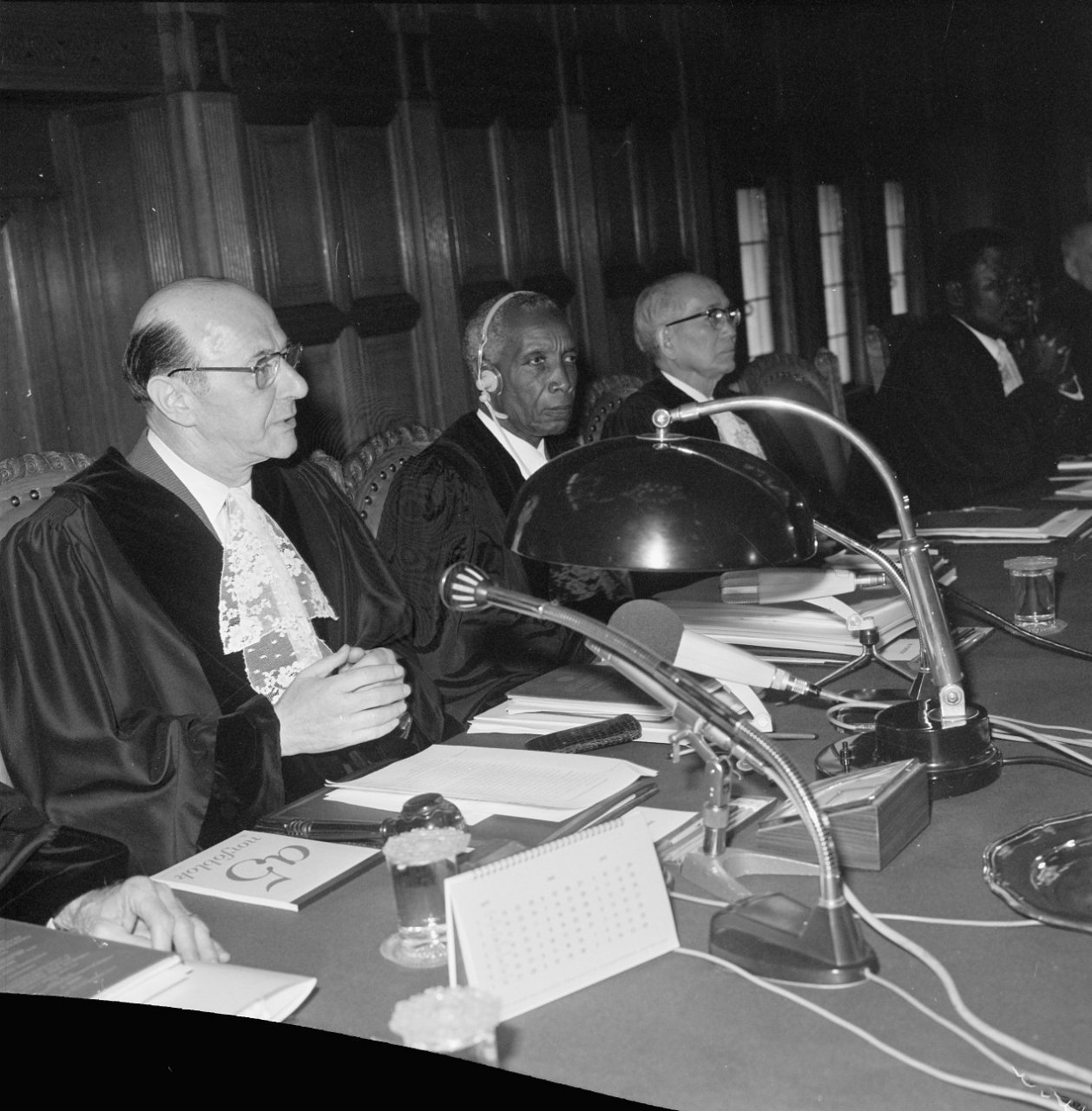
Manfred Lachs (links) als Präsident des IGH während einer Sitzung des Gerichtshofs (1973)

Manfred Lachs war mit seiner Wahl zum Präsidenten des Gerichtshofs im Jahr 1973 der erste Vertreter der progressiveren Gruppe, der in dieses Amt gewählt wurde. Seine Präsidentschaft gestaltete sich jedoch schwierig, da die fortschreitenden Differenzen die Herstellung konstruktiver Mehrheiten erschwerten. Verstärkt gingen die Richter dazu über, Sondervoten zu verfassen, die das Auffinden einer gemeinsamen ratio decidendi zum komplizierten Unterfangen werden ließen. Teilweise wird heute die Auffassung vertreten, dass die Präsidentschaft für Lachs zu früh kam, da er als vergleichsweise neues und junges Mitglied am Gerichtshof in dieser schwierigen Phase noch nicht die notwendige politische Erfahrung hatte, um die bestehenden Probleme zu meistern. Jedoch nutzte Lachs seine Zeit als Präsident auch zur Initiierung zahlreicher Änderungen. Insbesondere befürwortete er eine Stärkung der Beziehungen des Gerichtshofes zu den anderen UN-Organen und setzte sich dafür ein, dass jedes Jahr ein Jahresbericht an die Generalversammlung – deren Sitzungen er oft besuchte – übersandt wurde. Außerdem förderte er die Einbeziehung des Gerichtshofs in das soziale, intellektuelle und kulturelle Umfeld seines Gastlands, der Niederlande, und unterhielt eine enge Verbindung mit Königin Juliana und ihrem Prinzgemahl Bernhard zur Lippe-Biesterfeld.
Die Zusammensetzung des Gerichtshofs veränderte sich in den kommenden Jahren allmählich durch das Ausscheiden älterer, traditionellerer und die Ernennungen neuer, progressiver Richter. Dies ermöglichte innovativere Entscheidungen, und die Zahl der beim Gericht anhängigen Fälle nahm rasch zu. Lachs wurde sowohl 1975 als auch 1984 mit hervorragenden Ergebnissen in seinem Amt bestätigt, obwohl zwischenzeitlich in Polen antisemitische Strömungen hervorgebrochen waren, die zahlreichen seiner polnischen Kollegen die Ämter gekostet hatten.

#### Wirken als Richter
Charakteristisch für Lachs’ richterliche Tätigkeit war seine Zurückhaltung gegenüber dem Verfassen von Sondervoten (Dissenting Opinions). Nur zwei Mal während seiner ganzen Amtszeit wich er von der Mehrheitsmeinung ab, davon das erste Mal sofort bei seinem ersten Fall, dem Nordsee-Festlandsockel-Fall, das zweite Mal 1982 beim Fall Application for Review of Judgment No. 273 of the United Nations Administrative Tribunal. Statt sich durch einen formellen Dissens von der Mehrheitsmeinung abzugrenzen, bevorzugte Lachs die diplomatischere Form einer Separate Opinion, also einer abweichenden Mindermeinung, die im Ergebnis doch der Mehrheitsmeinung zustimmt, allerdings mit abweichender Begründung beziehungsweise einer Klarstellung der Begründung. Sein langjähriger Kollege Hermann Mosler vermutete, dass ihn seine beruflichen Erfahrungen im kommunistischen Polen gelehrt hätten, „seine Worte abzuwägen“ und seine Überzeugungskünste zu gebrauchen, statt mit einem Dissens in die Opposition zu gehen. Zahlreiche seiner Separate Opinions hätten leicht zu Dissenting Opinions werden können, doch Lachs zog es vor, mit der Mehrheit zu arbeiten, um die Prozesse endgültig zu einem Ende zu bringen.

#### Der Fall „Militärische und paramilitärische Aktivitäten in und gegen Nicaragua“

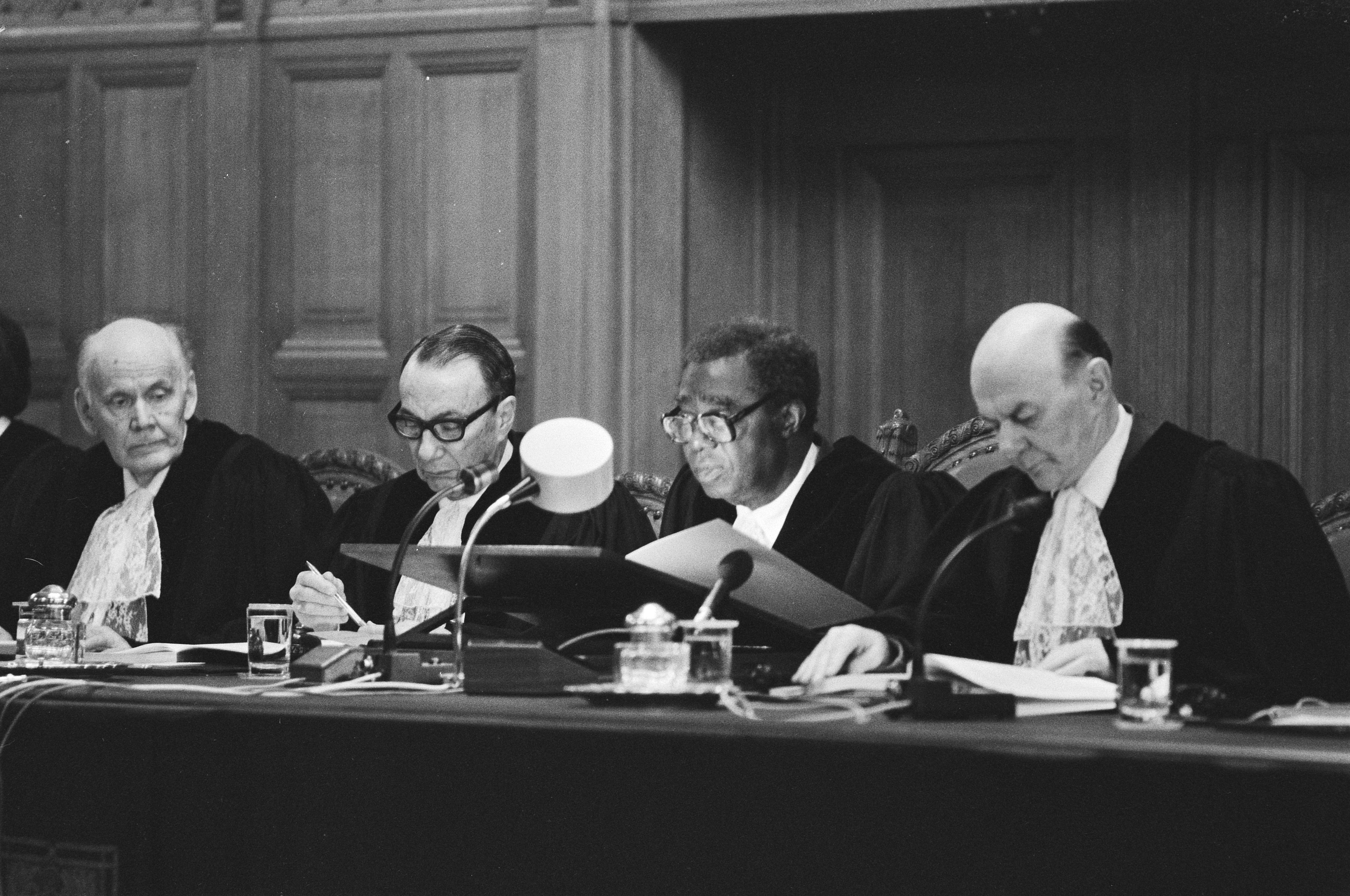
Manfred Lachs (rechts) während einer Sitzung des IGH zum Fall „Militärische und paramilitärische Aktivitäten in und gegen Nicaragua“ (1984)

Im Rahmen des Falls „Militärische und paramilitärische Aktivitäten in und gegen Nicaragua“ kam es zu einem Eklat, der Manfred Lachs persönlich sehr nahe ging und ihn lange Zeit beschäftigte. Nicaragua hatte eine Klage gegen die Vereinigten Staaten vor den Internationalen Gerichtshof gebracht, mit dem Vorwurf, die USA würden die paramilitärischen Contras unterstützen und bewaffnete Angriffe gegen Nicaragua führen. Die Vereinigten Staaten bestritten die Zuständigkeit des Internationalen Gerichtshofes. Nachdem die prozessualen Einwendungen der USA vom Gericht mit einer Mehrheit von elf zu fünf, vierzehn zu zwei beziehungsweise fünfzehn zu einer Stimme verworfen worden waren, zogen sich die Vereinigten Staaten aus dem weiteren Verfahren zurück. In der Presseerklärung des US-Außenministeriums vom 18. Januar 1985 wurde dabei scharfe Kritik an den „Richtern aus den Staaten des Warschauers Pakts“ geäußert.

“[The] Court is determined to find in favour of Nicaragua in this case. […] Much of the evidence that would establish Nicaragua’s aggression against its neighbours is of a highly sensitive intelligence character. We will not risk U.S. national security by presenting such sensitive material in public or before a Court that includes two judges from Warsaw Pact Nations.”

„[Der] Gerichtshof ist entschlossen, diesen Fall zugunsten Nicaraguas zu entscheiden. […] Zahlreiche der Beweise, die Nicaraguas Angriffe auf seine Nachbarstaaten belegen würden, sind von hochsensibler nachrichtendienstlicher Natur. Wir werden nicht die nationale Sicherheit der Vereinigten Staaten riskieren, indem wir derartig sensibles Material öffentlich oder vor einem Gerichtshof, dem zwei Richter aus den Staaten des Warschauer Pakts angehören, präsentieren.“

Diese Äußerungen waren bereits angesichts der klaren Mehrheit der Voten zuungunsten der USA, die weit über Lachs und seinen sowjetischen Kollegen Platon Dmitrijewitsch Morosow hinausgingen und auch zahlreiche westliche Richter umfasste, haltlos. Sie wurden im Folgenden vom britischen Richter Sir Robert Yewdall Jennings, einem der drei Richter, die im Endurteil die US-amerikanische Position unterstützten, ausdrücklich zurückgewiesen. Er hob hervor, dass der Internationale Gerichtshof sich seinem Statut gemäß aus Mitgliedern zusammensetze, die eine Vertretung der großen Kulturkreise und der hauptsächlichen Rechtssysteme der Welt gewährleisten sollten, und bedauerte, dass die USA in ihrer Stellungnahme dessen ungeachtet auf die Staatsangehörigkeit zweier Richter abgestellt hatten.
In der Tat belegen zahlreiche Studien zum Stimmverhalten der westlichen und der sowjetischen und osteuropäischen Richter, dass es weder bei den abgegebenen Stimmen noch bei der rechtsdogmatischen Argumentation zu deren Begründung bedeutende Unterschiede gibt. Insbesondere Lachs war in den 20 Voten, die er bis dahin abgegeben hatte, nur ein einziges Mal von der Mehrheitsentscheidung abgewichen. Lachs blieb nach dem Rücktritt seines sowjetischen Kollegen Morosow 1985 als einziger Richter eines Ostblock-Staats weiterer Kritik ausgesetzt, die auch von Seiten mehrerer US-amerikanischer Rechtsgelehrter geäußert wurde. Am 26. Juli 1986 veröffentlichte die New York Times einen Brief, in dem sich Lachs öffentlich gegen die Kritik wandte. Er wies darauf hin, dass der Internationale Gerichtshof gemäß Artikel 2 seines Statuts aus unabhängigen Richtern bestehe, die ohne Rücksicht auf ihre Staatsangehörigkeit ausgewählt würden. Daher sollten die Mitglieder des Gerichtshofs nicht mit den politischen Systemen ihrer Heimatstaaten identifiziert werden.
Am 17. August 1989 wandte er sich an das American Journal of International Law, das seinen Brief 1990 publizierte. Darin erinnerte Lachs daran, dass es die Vereinigten Staaten gewesen waren, die Lachs bereits drei Mal zur Wahl als Richter am Internationalen Gerichtshof nominiert hatten. Er wies zudem darauf hin, dass es keinen Zusammenhang zwischen der politischen Einstellung des Heimatlandes eines Richters und dessen Stimmverhalten gäbe – zahlreiche Richter in der Geschichte des Gerichtshofs wären Staatsangehörige von Diktaturen oder totalitären Regimes gewesen. Er verwies auf die Statistiken, welche im Stimmverhalten der Richter aus westlichen Ländern und dem der Richter aus Ostblockstaaten keine großen Abweichungen nachweisen konnten und insbesondere auch auf seine eigene Bilanz, in 19 von 20 Urteilen mit der Mehrheit gestimmt zu haben. Während die US-amerikanischen Äußerungen in der heutigen Literatur als trotzige Reaktion auf die Niederlage vor Gericht, beeinflusst durch die Spannungen des Kalten Krieges, bewertet werden, verletzten sie Manfred Lachs jedoch sehr.

### Arbeit als Hochschullehrer

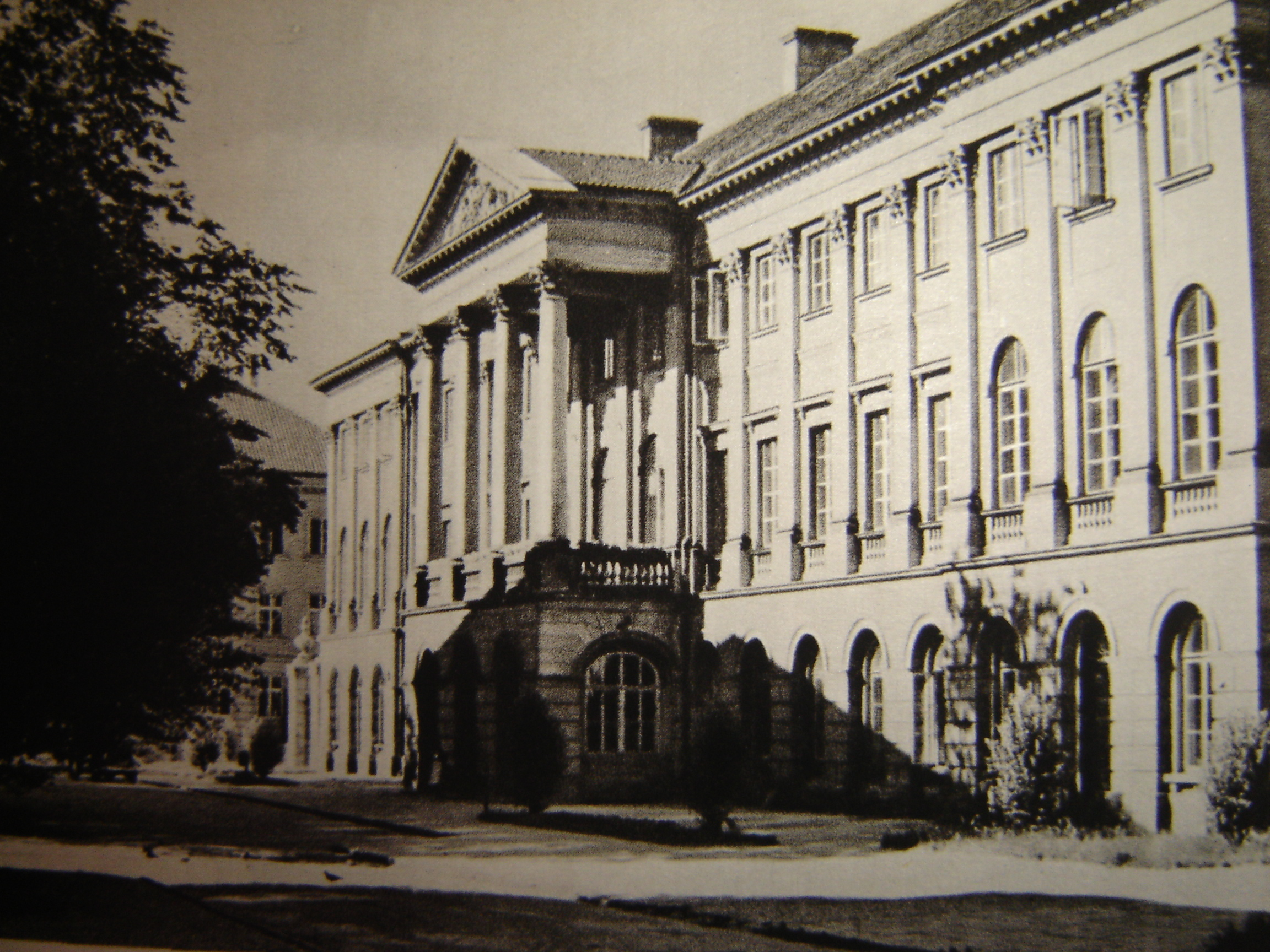
Der Pałac Kazimierzowski der Universität Warschau im Jahre 1964

Während seiner Jahre im Außenministerium, bei den Vereinten Nationen und am Internationalen Gerichtshof hatte die akademische Lehre stets einen besonderen Stellenwert für Manfred Lachs. 1949 war er zum Professor an der Akademie für Politikwissenschaften in Warschau ernannt worden, von 1952 bis zu seinem Tode war er Professor für Völkerrecht an der Universität Warschau. Zudem war er Mitglied der Polnischen Akademie der Wissenschaften und von 1951 bis 1966 Direktor ihres Instituts für Rechtswissenschaften. Er unterrichtete an der Haager Akademie für Völkerrecht, in deren Kuratorium er lange Zeit Mitglied und zeitweise Vizepräsident war, und besuchte als Gastdozent zahlreiche Universitäten und Akademien weltweit.
Dass ihm die universitäre Lehre am Herzen lag, wurde später auch mit der Veröffentlichung seines Werkes „The teacher in international law: teachings and teaching“ (1982) deutlich, für das er 1983 mit dem American Society of International Law Award for creative scholarship ausgezeichnet wurde. Während seiner Amtszeit am Internationalen Gerichtshof empfing Lachs zudem häufig Wissenschaftler und Studenten aus seinem Heimatland und finanzierte mit seinem Gehalt ein Stipendium, das es jedes Jahr einem polnischen Studenten erlaubte, die Haager Akademie für Völkerrecht zu besuchen. Er fungierte zudem jahrelang als Vorsitzender Richter beim Telders International Law Moot Court im Friedenspalast in Den Haag. Eine seiner letzten Reisen im September 1992 nach Washington, D.C. unternahm er für einen Moot Court beim World Space Congress, bei dem er zusammen mit Stephen M. Schwebel und Gilbert Guillaume als Richter mitwirkte.

### Beiträge zum Weltraumrecht
Im Laufe seiner Karriere beschäftigte sich Lachs auch intensiv mit dem im Entstehen begriffenen Bereich des Weltraumrechts. 1962 wurde er zum Vorsitzenden des Rechtsunterausschusses für die friedliche Nutzung des Weltraums gewählt und entwickelte den Ausschuss während dieser Zeit zu einem innovativen Forum junger, kreativer Völkerrechtler, welche die Grundsteine für das noch wenig entwickelte Weltraumrecht legten. So wurde unter anderem während seines Vorsitzes die „Declaration of Legal Principles Governing the Activities of States in the Exploration and Use of Outer Space“ (1963) verabschiedet und die Vorbereitung für den späteren Weltraumvertrag (1967) durchgeführt. Zudem publizierte Lachs im Bereich des Weltraumrechts. Sein Werk „The law of outer space“ (1972) gilt als einer der Klassiker in diesem Gebiet.
Lachs starb zu Beginn des Jahres 1993 in Den Haag rund drei Monate vor seinem 79. Geburtstag. Zu seinem Nachfolger am IGH wurde der ungarische Verfassungsrichter Géza Herczegh gewählt. Nach seinem Tode wurde der Manfred Lachs Space Law Moot Court, der jedes Jahr vom International Institute of Space Law organisiert wird, zu seinen Ehren nach ihm benannt.

## Rezeption und Nachwirkung

### Rechtsphilosophische Ansichten
Manfred Lachs stand der Lehre des Rechtsrealismus (Legal Realism) nahe. Er verstand das Völkerrecht nicht als geschlossenes normatives System, sondern als einen lebendigen Prozess, der auch mit einbezieht, was die Parteien als rechtlich bindend in ihren Beziehungen miteinander angesehen haben. Er lehnte nicht nur die positivistische Auffassung ab, dass Verträge nur für die Vertragsparteien Bindungswirkung entfalten, sondern bezog auch die übrigen Rechtsbeziehungen mit ein, die durch den Vertragsschließungsprozess entstanden waren. In der Entscheidung Nuclear Tests, Judgement (1974) vertrat Lachs die Position, dass Recht das sei, was die Parteien tatsächlich als rechtlich bindend ansähen, egal in welche formaljuristische Kategorie diese Verpflichtung eingeordnet werden könne. Darüber hinaus war Lachs der Auffassung, Recht müsse als dynamischer Prozess begriffen werden und niemals als statischer Normenkatalog. So müssten Vorschriften stets im Lichte der aktuellen gesellschaftlichen Entwicklungen und Bedürfnisse interpretiert werden, statt bei einer Interpretation stehen zu bleiben, die zum Zeitpunkt der Schaffung der Norm aktuell war. Lachs hatte zudem gefestigte Vorstellungen über die Rolle des Internationalen Gerichtshofs im Gefüge der Vereinten Nationen. Eine streng Montesquieu’sche Gewaltenteilung, wie sie in zahlreichen nationalen politischen Systemen zu finden ist, lehnte er für die UN-Organe ab. Für ihn hatten der Gerichtshof und die anderen Organe, wie Sicherheitsrat und Generalversammlung, alle ein gemeinsames Interesse an der Lösung internationaler Konflikte, wobei sie hierzu gemeinsam oder getrennt agieren konnten und in ihrer Tätigkeit alleine durch die Rücksichtnahme auf die anderen Organe begrenzt waren.
Manfred Lachs verfolgte darüber hinaus in seiner Karriere konsequent den Grundsatz, Streitigkeiten möglichst schnell beizulegen und zwischen den Parteien wieder ein harmonisches Verhältnis herzustellen. Dies lässt sich in der Entscheidung Nuclear Tests, Judgement erkennen, in der es dem Gerichtshof unter der Führung von Lachs gelang, ein Urteil zu verfassen, das die französischen Atomtests im Südpazifik beendete, ohne dass die französische Regierung ihr Gesicht verlor. Das deutlichste Beispiel hierfür lieferte Lachs allerdings als Vorsitzender eines dreiköpfigen Schiedsgerichts im Fall Guinea gegen Guinea-Bissau. Aufgrund der anhaltenden Spannungen zwischen den beiden Parteien war zu befürchten, dass die Verkündung des Schiedsspruchs am 14. Februar 1985 zu einem endgültigen Bruch zwischen den beiden Staaten führen würde. Lachs entschied sich daher, von der üblichen Praxis abzuweichen und den Schiedsspruch nicht zu verlesen. Stattdessen richtete er eine kurze Ansprache an die Parteien, in der er ihnen versicherte, dass die Interessen beider Staaten im Schiedsspruch berücksichtigt wären und dass beide Parteien das erhielten, was sie erwarten würden. Er überreichte ihnen den Schiedsspruch und forderte sie auf, in ihre Hotels zurückzukehren, um ihn dort in Ruhe zu studieren. Anschließend sollte ein zweites Treffen stattfinden. Diese unkonventionelle Methode erwies sich als Erfolg, da beide Parteien im Schiedsspruch auf die für sie positiven Passagen fokussierten, so dass sie später beide das Ergebnis als Erfolg für ihre Seite verbuchten.
Lachs sah im völkerrechtlichen Prozess eine Vermischung von Schiedsverfahren und klassischem Gerichtsverfahren. Mehrmals war er auf internationaler Ebene Mitglied eines Schiedsgerichts. Aber auch als Richter am Internationalen Gerichtshof sah er seine Rolle nicht nur im Verfassen eines Urteils, sondern auch darin, Eintracht zwischen den Parteien herzustellen.

### Auszeichnungen und Würdigung
Manfred Lachs wurde im Laufe seiner langen Karriere mehrfach für seine Verdienste um das Völkerrecht im Allgemeinen und speziell das Weltraumrecht ausgezeichnet. So wurde ihm 1963 der Andrew-Haley-Preis des Institute of Space Law der International Astronautical Federation verliehen, 1964 wurde er zum Ehrenmitglied der International Academy of Astronautics ernannt und 1966 erhielt er die goldene Andrew-Haley-Medaille des Institute of Space Law der International Astronautical Federation. Zudem wurde ihm 1976 in Washington der World Jurist Award verliehen und 1977 der niederländische Wateler International Peace Prize. 1990 wurde er zum Präsidenten des International Institute of Space Law (IISL) gewählt und hatte zudem in diesem Jahr den nach dem niederländischen Völkerrechtler Bert Röling benannten Röling Lehrstuhl an der Universität Groningen inne. Zuletzt erhielt er im Jahre 1992 eine Verdienstmedaille der Universität Leiden.
Lachs wurde die Ehrendoktorwürde der Universitäten in Budapest, Algier, Brüssel, Bukarest, Halifax (Dalhousie), Delhi, Helsinki, Washington D.C. (Howard), London, New York, Nizza, Sofia, Southampton und Wien verliehen. Im Jahr 1963 wurde er in das Institut de Droit international aufgenommen. Darüber hinaus gehörte er der Polnischen Akademie der Wissenschaften und der Akademie der Wissenschaften von Bologna an und war Ehrenmitglied der Amerikanischen, der Indischen und der Mexikanischen Gesellschaft für Internationales Recht, sowie des Den Haager Instituts für Sozialstudien (seit 1982) und des Athener Delian Instituts für Internationale Beziehungen. In seinem Heimatland erhielt er zahlreiche Auszeichnungen, wie unter anderem den Preis des polnischen Ministers für Hochschulbildung (1958), die Goldmedaille der Union Polnischer Studenten (1960), den ersten Preis für wissenschaftliche Leistungen der Polnischen Akademie der Wissenschaften, das Goldene Verdienstkreuz der Republik Polen und Komtur mit Stern, Komtur und Offizier des Ordens Polonia Restituta.
Anlässlich seines 100. Geburtstags wurde im April 2014 am Internationalen Gerichtshof im Rahmen einer vom Gerichtshof und der polnischen Botschaft in den Niederlanden organisierten Gedenkveranstaltung eine von seinem Heimatland gestiftete Büste eingeweiht.

## Werke (Auswahl)
Zu den wichtigsten Werken von Manfred Lachs zählen:
- War Crimes – An Attempt to Define the Issues. London 1945
- The Geneva Agreements on Indochina. Warschau 1955
- The Multilateral Treaties. Warschau 1958
- Die kollektive Sicherheit (Hrsg. Gerhard Reintanz). Berlin 1956
- Die Westgrenze Polens. Warschau 1964
- The law of outer space. Leiden 1972, ISBN 90-286-0212-7.
- The teacher in international law: teachings and teaching. Den Haag 1982, ISBN 90-247-2566-6.